# 2716 Tuulikki
2716 Tuulikki è un asteroide della fascia principale. Scoperto nel 1939, presenta un'orbita caratterizzata da un semiasse maggiore pari a 2,3689324 au e da un'eccentricità di 0,1062094, inclinata di 5,95203° rispetto all'eclittica.
L'asteroide è dedicato all'omonima fata della mitologia finlandese.